# Рука Рука Али
Рука Рука Али (род. 27 января 1987 года, Иерусалим) — израильско-американский рэпер, певец, радиоведущий, комик, ютубер и пародист. Он наиболее известен своим черным юмором, политическими и злободневными пародиями на песни на YouTube. Большая часть его контента высмеивает этнические, расовые и религиозные стереотипы. По состоянию на февраль 2022 года его шесть каналов на YouTube набрали 331 миллион просмотров и 1,759 миллиона подписчиков. Он выпустил восемь независимых студийных альбомов, четыре из которых попали в чарты Billboard Top Comedy Albums.

## Ранний период жизни
Рука Рука Али родился в Иерусалиме, Израиль, 27 января 1987 года в ортодоксальной еврейской среде, хотя он заявил, что отошел от этого образа жизни, когда вырос.

## Карьера
Рука Рука Али выпустил восемь альбомов, четыре из которых попали в чарты Billboard Top Comedy Albums: «Я чёрный», «Ты белый» и «Эти явно пародии» заняли 6-е место, «Вероятно, расист» заняли 11-е место, Rucka’s World достиг 8-го места, и Black Man of Steal достиг 7-го места. В течение нескольких недель с 31 июля 2010 г. по 7 августа 2010 г. Рука Рука Али занимала 5 из 10 первых мест в чарте Billboard Comedy Digital Tracks.

## Конфликты
В июне 2010 года трое британских студентов получили выговор после того, как публично показали музыкальное видео Рука Рука Али на его популярную пародию «Ima Korean» своему классу во время изучения музыкальных традиций разных стран. Один южнокорейский ученик заявил, что был «опустошен, расстроен, очень обижен и чувствовал себя очень одиноким», будучи единственным восточноазиатским ребёнком в классе. Помощник директора Лен Айдл сказал, что песня «вероятно, расистская». Rucka Rucka Ali впоследствии выбрал эту цитату в качестве названия своего следующего альбома « Возможно, расист».
24 июля 2013 года Рука Рука Али выпустил на YouTube песню «Zayn Did 9/11» (пародия на «Come & Get It» Селены Гомес), в которой высмеивался тогдашний участник One Direction Зейн Малик, в шутку говоря, что он совершил теракты 11 сентября. На обложке сингла изображен силуэт Малика перед башнями-близнецами Всемирного торгового центра, когда они подверглись нападению. Песня вместе с музыкальным клипом, выпущенным несколько дней спустя, вызвала негодование у публики, в частности у фанатов One Direction. Business Standard назвал песню «оскорбительной» и «расистской атакой» на Малика.
В конце ноября 2013 года он был вовлечен в очередной конфликт после того, как его песня «Only 17», пародия на «Just a Dream» Нелли, была случайно проиграна без цензуры через динамики в компании McDonald’s в Уэльсе. Впоследствии McDonald’s принесла извинения клиентам. На той же неделе Рука Рука Али отреагировал на полемику на своем канале YouTube, в шутку потребовав от ресторана личных извинений.

## Личная жизнь
В интервью с Дэйвом Рубином 2017 года Рука Рука Али заявил, что он объективист.
В конце видеоклипа на его пародийную песню «Life Is Over» (пародия на «Closer»), выпущенного в октябре 2016 года, Рука Рука Али признался, что летом 2006 года у него была попытка самоубийства. Отметив, что его смерть помешала бы успеху его дальнейшей музыкальной карьеры, он хотел послать другим «послание надежды».

## Дискография
| Заголовок                                            | Год     | Пиковая позиция в чарте (комедия США) |
| ---------------------------------------------------- | ------- | ------------------------------------- |
| Straight Outta West B                                | 2008 г. | —                                     |
| I`m Black, You`re White & There are clearly Parodies | 2010    | 6                                     |
| A Very Rucka Christmas                               | 2010    | —                                     |
| Probably Racist                                      | 2011    | 11                                    |
| A Very Rucka Christmas: The 2nd Cumming              | 2011    | —                                     |
| Rucka`s World                                        | 2012    | 8                                     |
| Black Man of Steal                                   | 2015    | 7                                     |
| Everything is Racist                                 | 2016    | —                                     |
| «—» обозначает запись, не попавшую в чарты.          |         |                                       |

Синглы в чартах
| Название                       | Год  | Высшая позиция в чартах(US Comedy) |
| ------------------------------ | ---- | ---------------------------------- |
| «I Can Do Whatever, I’m White» | 2010 | 19                                 |
| «Go Cops»                      | 2010 | 4                                  |
| «Ching Chang Chong»            | 2010 | 7                                  |
| «Ima Korean»                   | 2010 | 2                                  |
| «Emo (Like a Nazi)»            | 2010 | 25                                 |
| «I Love Minorities»            | 2010 | 8                                  |
| «Let’s Go Jesus!»              | 2010 | 12                                 |
| «Justin’s Beaver»              | 2010 | 3                                  |
| «Osama Bin Found»              | 2011 | 18                                 |
| «I’m Obama»                    | 2013 | 19                                 |
| «Only 17»                      | 2014 | 17                                 |
| «Ebola (La La)»                | 2014 | 6                                  |

| Год  | Видеоклип                     | Продюсер             |
| ---- | ----------------------------- | -------------------- |
| 2008 | «I Can Do Whatever I’m White» | MC Serch             |
| 2013 | «Justin’s Beaver»             | Pinegrove Collective |
| 2015 | «Kim Jong Un Song»            | Dave Farese          |
| 2015 | «Shake Ur Tush»               | Сингл                |
| 2017 | «EBOLA 2.0.»                  | Сингл                |

| Год  | Название                                                 | Пародия на                                                         |
| ---- | -------------------------------------------------------- | ------------------------------------------------------------------ |
| 2012 | «Al Qaedirection»                                        | «Die Young» By Ke$ha                                               |
| 2012 | «Brony Style»                                            | «Gangnam Style» By PSY                                             |
| 2012 | «I Wanna Rape»                                           | «Wide Awake» By Katy Perry                                         |
| 2016 | «Hillary»                                                | «Centuries» By Fall Out Boy                                        |
| 2016 | «Lars is Gay»                                            | «The Memory Remains» By Metallica                                  |
| 2017 | «Grab America by the Pussy»                              | «Sit Still, Look Pretty» By Daya                                   |
| 2017 | «Heroes & Trolls»                                        | «All Star» By Smash Mouth                                          |
| 2017 | «Hitler Is Pewdiepie»                                    | «Scars to Your Beautiful» By Alessia Cara                          |
| 2017 | «iPhones Gay»                                            | «Why Don’t You Get a Job?» By The Offspring                        |
| 2017 | «Isis Isis Baby»                                         | «Ice Ice Baby» By Vanilla Ice                                      |
| 2017 | «Leafy is Literally»                                     | «Crawling» By Linkin Park                                          |
| 2017 | «It’s Very Gay Bro»                                      | «It’s Everyday Bro» By Jake Paul ft. Team 10                       |
| 2017 | «Milo’s Gay»                                             | «Paris» By The Chainsmokers                                        |
| 2017 | «Sargon»                                                 | «Starboy» By The Weeknd ft. Daft Punk                              |
| 2017 | «I’m in the Illuminati»                                  | «Shape of You» By Ed Sheeran                                       |
| 2017 | «Dear White People»                                      | «Despacito (Remix)» By Luis Fonsi & Daddy Yankee ft. Justin Bieber |
| 2017 | «I’m Racist (In No Way Whatsoever)»                      | «Body Like a Back Road» By Sam Hunt                                |
| 2017 | «Treat Jew Better»                                       | «Treat You Better» By Shawn Mendes                                 |
| 2017 | «Prince Ali Obama»                                       | «Prince Ali» By Robin Williams for Aladdin                         |
| 2017 | «Party in the TSA»                                       | «Party in the U.S.A.» By Miley Cyrus                               |
| 2017 | «All I Do is Game»                                       | «Stay» By Zedd ft. Alessia Cara                                    |
| 2017 | «Not My Fault (That We Black)»                           | «There’s Nothing Holdin' Me Back» By Shawn Mendes                  |
| 2017 | «I’m Thainese (Not Chinese)»                             | «Sorry Not Sorry» By Demi Lovato                                   |
| 2018 | «China Na Na (ft. DJ Not Nice)»                          | «Havana» By Camila Cabello ft. Young Thug                          |
| 2018 | «Logan Dindu Nuffin»                                     | «New Rules» By Dua Lipa                                            |
| 2018 | "This Is Why We Can’t Have Rice Things (ft. DJ Not Nice) | «This Is Why We Can’t Have Nice Things» By Taylor Swift            |
| 2018 | «Aluwakbar»                                              | «Rockstar» By Post Malone ft. 21 Savage                            |
| 2018 | «Eat a D»                                                | «Meant to Be» By Bebe Rexha ft. Florida Georgia Line               |
| 2018 | «Aids in Africa»                                         | «Africa» By Toto                                                   |
| 2018 | «Netherlands Gay»                                        | «Whatever It Takes» By Imagine Dragons                             |
| 2018 | «White People Can’t Even»                                | «The Middle» By Zedd ft. Maren Morris & Grey                       |
| 2018 | «Kim & I»                                                | «Him &amp; I» By G-Eazy ft. Halsey                                 |
| 2019 | «Old Town Grope»                                         | «Old Town Road» By Lil Nas X                                       |
| 2019 | «Ginger»                                                 | «Timber» By Pitbull ft. Kesha                                      |
| 2019 | «We Fuck the Earth»                                      | «Earth» By Lil Dicky                                               |
| 2019 | «White Men»                                              | «Truth Hurts» By Lizzo                                             |
| 2020 | «I’m the Black Guy»                                      | «Bad Guy» By Billie Eilish                                         |
| 2020 | «Corn Virus»                                             | «Panini» By Lil Nas X                                              |
| 2020 | «Conscious Rapper»                                       | —                                                                  |
| 2021 | «Black God»                                              | «Rap God» By Eminem                                                |
| 2021 | «I’m Always Mean to Jew»                                 | «Mood» By 24kGoldn and Iann Dior                                   |
| 2021 | «I Watch Anime»                                          | «Bang» By AJR                                                      |
| 2021 | «Have You Seen John Connor?»                             | «Use Somebody» By Kings of Leon                                    |
| 2021 | «Kobe»                                                   | «Montero (Call Me by Your Name)» By Lil Nas X                      |
| 2021 | «I’m Gay»                                                | «Go Crazy» By Chris Brown & Young Thug                             |
| 2021 | «We Blew Up»                                             | «Beautiful People» By Ed Sheeran ft. Khalid                        |
| 2021 | «Life Online»                                            | «Dynamite» By BTS                                                  |
| 2021 | «Black Friend»                                           | «Best Friend» By Saweetie ft. Doja Cat                             |
| 2021 | «Therefore I Trans»                                      | «Therefore I Am» By Billie Eilish                                  |
| 2021 | «Goo 4 U»                                                | «Good 4 U» By Olivia Rodrigo                                       |
| 2021 | «Ayrab’s Paradise»                                       | «Gangsta’s Paradise» By Coolio                                     |
| 2021 | «Basket Balls Gay»                                       | «Build a Bitch» By Bella Poarch                                    |
| 2021 | «Xi Ping Little D Funny Song»                            | «Lil Bit» By Florida Georgia Line & Nelly                          |
| 2021 | «Don’t Worry About Norway»                               | «Don’t Worry» by Madcon                                            |
| 2021 | «Stalin Song»                                            | «Peaches» By Justin Bieber, Daniel Caesar & Giveon                 |
| 2021 | «Danny Tanner Rap»                                       | «Marshall Mathers» By Eminem                                       |
| 2022 | «I Live In Haiti»                                        | «Levitating» by Dua Lipa ft. DaBaby                                |
| 2022 | «Bob Is Dead»                                            | «Barbara Ann» by Beach Boys                                        |
| 2022 | «Godzirra»                                               | «Godzilla» by Eminem ft. Juice Wrld                                |
| 2022 | «Chigger»                                                | «Shivers» by Ed Sheeran                                            |
| 2022 | «(Clean Your) Room Room Now»                             | «Boom Boom Pow» by Black Eyed Peas                                 |
| 2022 | «I’m Pikachu Achoo»                                      | «Hot Girl Bummer» by Blackbear                                     |
| 2022 | «Will Smith Energy»                                      | «Big Energy» by Latto                                              |
| 2022 | «CCP»                                                    | «Enemy» by Imagine Dragons & JID                                   |
| 2022 | «Ninja»                                                  | «Woman» by Doja Cat                                                |
| 2022 | «I’m Romanian»                                           | «Maniac» by Michael Sembrello                                      |
| 2022 | «Oscar the Incel»                                        | «Betty (Get Money)» by Yung Gravy                                  |
| 2022 | «Pygmies»                                                | «Kiss Me» by Sixpence                                              |
| 2022 | «The Story of Jesus»                                     | «Victoria’s Secret» by Jax                                         |
| 2023 | «Top G»                                                  | «ABCDEFU» by Gayle                                                 |
| 2023 | «Andrew Tate song»                                       | «Whatcha Say» by Jason Derulo                                      |
| 2023 | «Furries (I Dress Like a Dog)»                           | «Promiscuous» by Nelly Furtado ft. Timbaland                       |

| Год  | Заголовок                     | Участвующие художники            |
| ---- | ----------------------------- | -------------------------------- |
| 2021 | «Pill Popper (Ремикс)»        | Джереми с участием Рака Рака Али |
| 2022 | «Pill Popper (Dubstep Remix)» | Джереми с участием Рака Рака Али |

«—» значит, что песня не пародийная.